# Hypnomys
Hypnomys és un gènere extint de mamífers rosegadors de la família dels lirons (Gliridae) que visqueren a les illes Balears des del Pliocè inferior fins al Plistocè superior, fa entre 11.700 anys i 5,3 milions d'anys. Eren bastant més grossos que els seus parents vivents: l'espècie H. onicensis pesava uns 200 g, mentre que H. morpheus pesava aproximadament 230 g. El seu principal depredador era l'òliba Tyto balearica. Igual que els altres lirons del Plistocè endèmics dels arxipèlags de la Mediterrània occidental, sembla que descendien de la rata cellarda. El nom genèric Hypnomys significa ‘ratolí del son’.